# Трета династия на Ур
Tретата династия на Ур е шумерска династия, управлявала в Ур между 2119 и 2004 година пр.н.е. Владетелите на Ур изтласкват последните гутеи и създават държава, включваща южната част на Месопотамия с градовете Исин, Ларса и Ешнуна. В края на XXI век пр.н.е. Третата династия на Ур е унищожена от Елам, след което Месопотамия попада под контрола на множество аморейски държавици.